# Mukirana
O Mukirana é um site de leilão virtual do Brasil que surgiu em novembro de 2009. A empresa é uma start-up que possui uma ideia inovadora de sistema de leilões, conhecido como “penny auction”, um modelo de negócio que no Brasil ficou conhecido como leilão de um centavo.
No país, a empresa é top of mind sobre o tema de leilões online de centavos, tanto que é o mais antigo site ainda em funcionamento. Com uma estratégia de marketing bastante inusitada e eficiente, já foi alvo de diversas reportagens televisivas na Rede Globo e SBT. Além desses, grandes portais como Exame, Infomoney, iG  e Estadão  também publicaram matérias sobre o site.
A empresa possui uma marca forte devido à qualidade dos produtos leiloados e rápida entrega dos produtos, promovendo assim a satisfação dos usuários que participam dos leilões. Todos os dias são leiloados os mais diversos produtos como Smartphone, iPad, notebooks, TVs, computador, ar-condicionado split, câmera digital, PlayStation, Xbox, geladeiras e outros.

## Como funciona o Mukirana
O leilão de centavos é uma experiência e inovadora diferente para compradores, na qual as pessoas compram lances previamente para serem utilizados nos leilões, que dão a chance do usuário adquirir um produto desejado por um valor muito abaixo do de mercado.
Primeiramente, o internauta se cadastra no site, e ao realizar o cadastro, ganha cinco lances gratuitos que já podem ser utilizados de imediato nos leilões. Após o término dos gratuitos, é necessário comprar mais pacotes de lances.
Cada leilão começa com o valor inicial de R$ 0,00. A cada lance oferecido por um usuário, é acrescido um centavo sobre o valor atual do produto e o lance é descontado da conta do usuário. Dessa forma, um produto que recebeu 50 lances e o tempo do leilão esgotou, o valor de arremate será de R$ 0,50, o que torna toda a disputa bem atrativa aos usuários.
Todo leilão também possui um tempo limite (de 30, 20 ou 15 segundos) para que outras pessoas possam ofertar seus lances. A cada novo lance dado, o cronômetro volta para o tempo limite (de 30, 20 ou 15 segundos) e se reinicia a contagem regressiva. O vencedor do leilão será a pessoa que ofertar o último lance antes do cronômetro zerar.

## Compras diretas
Se o usuário participar de um leilão e não o vencer, ele pode comprar o produto pelo site com descontos de acordo com o número de lances ofertados por ele. Existe um limite de desconto para cada produto. Esta opção fica disponível até 24 horas depois de o leilão acabar.
E se uma pessoa não participar do leilão, mas quiser comprar o produto, também é possível realizar a compra pelo valor integral do produto.